# Awiza typu Bougainville
Awiza typu Bougainville – seria francuskich okrętów z okresu międzywojennego i II wojny światowej, przeznaczona do pełnienia służby w koloniach. Oryginalnie klasyfikowane były jako awiza kolonialne, w polskiej literaturze określane także jako kanonierki kolonialne.

## Historia
Okręty typu Bougainville zaprojektowano specjalnie dla pełnienia służby kolonialnej - reprezentowania interesów Francji („reprezentacja bandery”) i zapewnienia utrzymania porządku w koloniach francuskich i innych zamorskich strefach interesów, co było tradycyjnym zadaniem wypełnianym przez kanonierki. We Francji klasyfikowano je jako awiza kolonialne (Aviso colonial - Avisos coloniaux). Były zaprojektowane jako  dość duże i silnie uzbrojone okręty, mające być  tańszą alternatywą dla krążowników, przy wystarczającej mocy bojowej dla służby kolonialnej. Poszczególne okręty zamawiano według niezmienionego projektu w kolejnych programach rozbudowy floty począwszy od 1927 do 1938 roku (po dwie jednostki w 1927 i 1928, trzy w 1930, dwie w 1937 i jedną w 1938). Otrzymały one nazwy od francuskich podróżników i odkrywców. Do służby weszło 8 okrętów, budowy dalszych dwóch nie ukończono z powodu wojny.

## Okręty
| Nazwa                | położenie stępki, stocznia | wodowanie  | wejście do służby | los                      |
| -------------------- | -------------------------- | ---------- | ----------------- | ------------------------ |
| Bougainville         | 1927, FCG                  | 21.04.1931 | 1932              | zatopiony 09.11.1940     |
| Dumont d’Urville     | 1927, CMSO                 | 21.03.1931 | 1932              | wycofany 26.03.1958      |
| Savorgnan de Brazza  | ?, CMSO                    | 18.06.1931 | 1932              | wycofany 20.03.1957      |
| D'Entrecasteaux      | ?, ACP                     | 22.06.1931 | 1933              | wycofany 19.10.1948      |
| Rigault de Genouilly | ?, FCG                     | 18.09.1932 | 1933              | zatopiony 04.07.1940     |
| Amiral Charner       | ?, CMSO                    | 01.10.1932 | 1933              | samozatopiony 10.03.1945 |
| D'Iberville          | ?, CMSO                    | 23.09.1934 | 1935              | samozatopiony 27.11.1942 |
| La Grandière *       | 1938, ACP                  | 22.06.1939 | 20.06.1940        | wycofany 23.11.1959      |
| Beautemps-Beaupré    | ?, FCG                     | 20.06.1939 | -                 | samozatopiony 24.06.1940 |
| La Pérouse           | ?, FCG                     | -          | -                 | nieukończony, rozebrany  |

* - budowę rozpoczęto pod nazwą „Ville d'Ys”, przemianowany 6 kwietnia 1940, gdyż poprzedni okręt o nazwie „Ville d'Ys” w dalszym ciągu znajdował się w służbie
Stocznie:
- ACP – Ateliers et Chantiers de Provence w Port-de-Bouc
- CMSO – Chantiers Maritime du Sud-Quest w Bordeaux
- FCG – Forges et Chantiers de la Gironde w Lormont

## Opis konstrukcji

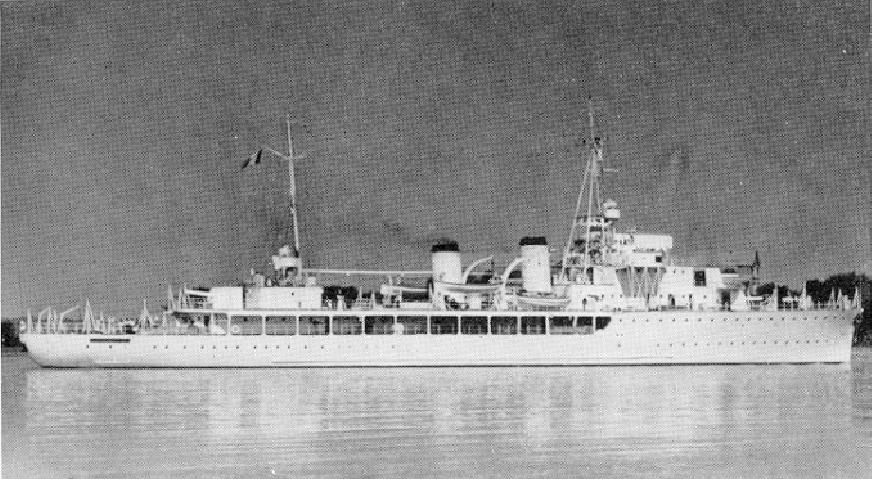
Awizo typu Bougainville

Okręty typu Bougainville miały nowoczesną architekturę, posiadającą pewne cechy francuskich wielkich niszczycieli, z pokładem dziobowym na ok. 40% długości kadłuba i kliprowym, łukowo wygiętym dziobem. Nadbudówka dziobowa była rozbudowana, trzypiętrowa z odkrytym mostkiem, zbliżona do francuskich wielkich niszczycieli typu 2400-tonowego. Na pokładzie dziobowym umieszczone było działo nr 1 artylerii głównej z maską ochronną, drugie tuż za nim na piętrze nadbudówki (wylot lufy działa nr 2 znajdował się przed maską działa nr 1, więc nie była konieczna osłona przeciwpodmuchowa między działami). Przez całe śródokręcie i część rufy ciągnęła się niska nadbudówka, nakryta pokładem o szerokości okrętu (spardekiem), nadającym okrętom charakterystyczny wygląd. Na nadbudówce tej stało na rufie działo nr 3, a przed nim niewielka nadbudówka rufowa. Okręty miały dwa wąskie kominy na śródokręciu (pierwszy służył do odprowadzania spalin z kotłów pomocniczych, drugi - z silników). 
Okręty były dostosowane do specyfiki służby kolonialnej - posiadały obszerne pomieszczenia, mogące służyć za sztabowe i zapewniające wygodę załodze w długich rejsach. Mogły także zabierać ok. 50 żołnierzy oddziału desantowego. Przystosowane były do pływania w tropikach, posiadały odpowiednią wentylację i izolację termiczną, a wystający na boki górny pokład nadbudówki i rozpinane płócienne namioty zapewniały cień. Sterówka i maski dział posiadały lekki pancerz przeciw odłamkom i pociskom broni strzeleckiej. Napęd w postaci silników dieslowskich zapewniał duży zasięg, przy prędkości wystarczającej do celów służby kolonialnej i konwojowej. Podczas prób zdołały osiągnąć prędkości maksymalne od 17,2 („Dumont d’Urville”) do 18,9 („Amiral Charner”) węzłów. Pewną wadą z punktu widzenia odporności na uszkodzenia było umieszczenie obu silników i generatorów elektrycznych we wspólnym dużym pomieszczeniu.
Uzbrojenie artyleryjskie okrętów (3 działa 138,6 mm) było silne, przewyższające zwykłe niszczyciele. Działa tego typu stosowane były na francuskich wielkich niszczycielach i wystrzeliwały 40-kilogramowe pociski. Niezłe jak na standardy przedwojenne  było też uzbrojenie przeciwlotnicze - 4 działka 37 mm i 6 wkm, aczkolwiek działka 37 mm były półautomatyczne i dysponowały małą szybkostrzelnością. Uniwersalność okrętów zwiększała możliwość zabrania do 50 min. Nietypowym dodatkiem jak na okręty tej wielkości była możliwość przenoszenia lekkiego wodnosamolotu rozpoznawczego, lecz z powodu braku katapulty, musiał on być stawiany dźwigiem na wodzie, co nie było praktyczne. Był on przechowywany na pokładzie za drugim kominem - po złożeniu skrzydeł mógł być zakrywany swojego rodzaju składanym hangarem.
„Beautemps-Beaupré” i „La Pérouse” miały być ukończone według zmodyfikowanego projektu, uzbrojone w 6 dział uniwersalnych 100 mm w trzech wieżach (3xII), 4 działka plot 37 mm (2xII) i 4 działka 20 mm, lecz do tego nie doszło.
W toku wojny ocalałe jednostki były modernizowane, przede wszystkim walczące po stronie aliantów. „Savorgnan de Brazza” w 1940 zamiast wodnosamolotu otrzymał 2 działka 37 mm plot (1xII), „Dumont d'Urville” w 1941 zamiast wodnosamolotu otrzymał 4 działka 37 mm plot (4xI), 2 działka 25 mm plot i 4 wkm 13,2 mm i 2 km 8 mm. W 1944 „La Grandière” i „Dumont d'Urville” otrzymały nowe amerykańskie uzbrojenie przeciwlotnicze: 4 działka Bofors 40 mm (1xIV), 11 działek Oerlikon 20 mm oraz uzbrojenie przeciwpodwodne w postaci 4 miotaczy i 2 zrzutni bomb głębinowych z 66 bombami. Otrzymały ponadto radary SA i SF i stację hydrolokacyjną QJA. „Savorgnan de Brazza” miał w 1944 roku 8 działek plot 37 mm (2xII, 4xI), 3 działka 25 mm plot (3xI), 2 działka 20 mm plot (2xI), 4 wkm i uzbrojenie przeciwpodwodne.

## Losy okrętów w skrócie

### II wojna światowa

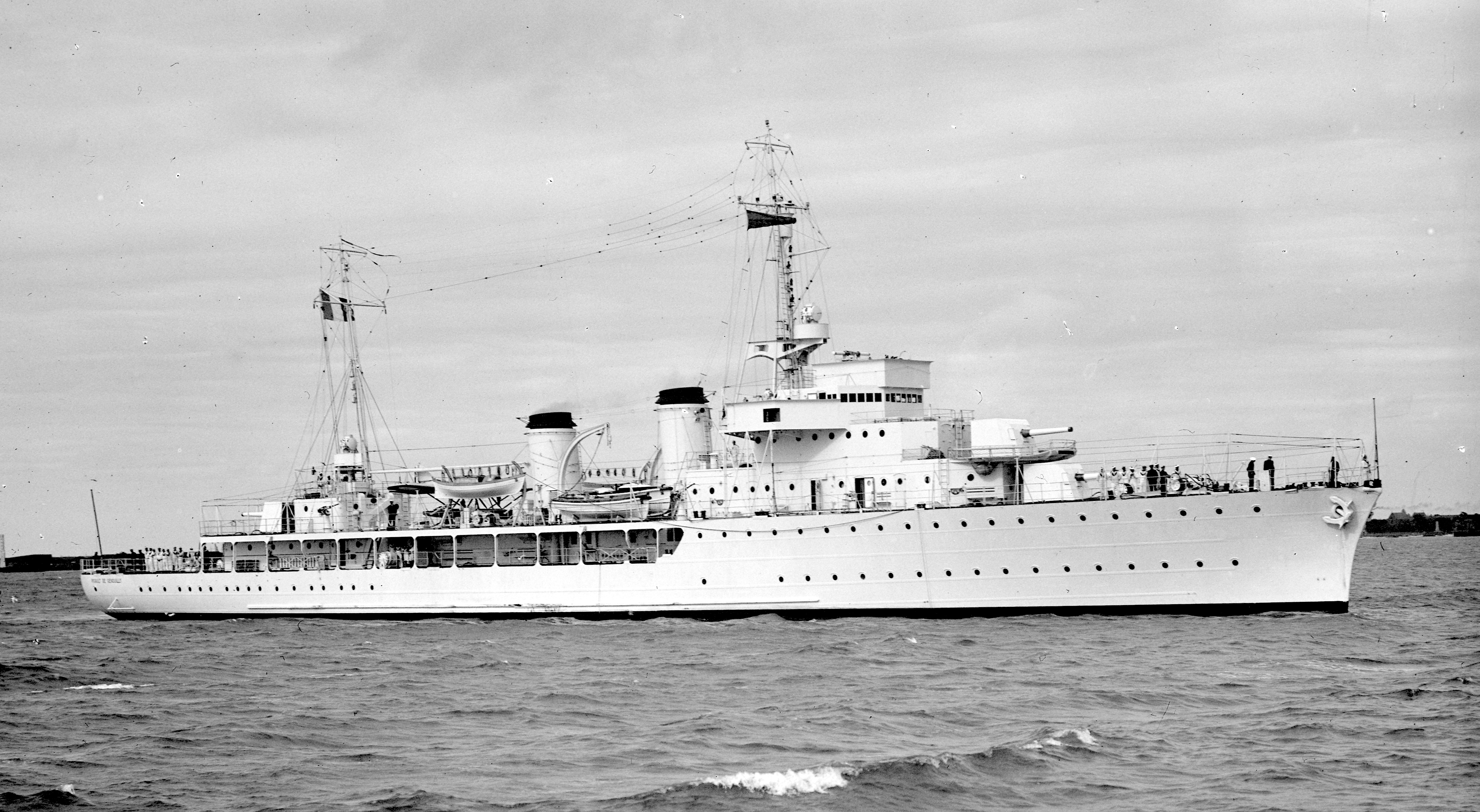
„Rigault de Genouilly”

Losy okrętów tego typu podczas II wojny światowej były skomplikowane, podobnie jak sytuacja całej rozdartej floty francuskiej. Wzięły one udział w działaniach bojowych na różnych teatrach i przeciw różnym przeciwnikom, w tym w bratobójczych walkach.
W chwili ataku niemieckiego na Francję, budowa „Beautemps-Beaupré” była zaawansowana w 84%, jego kadłub został zatopiony w stoczni przed wojskami niemieckimi 24 czerwca 1940. 

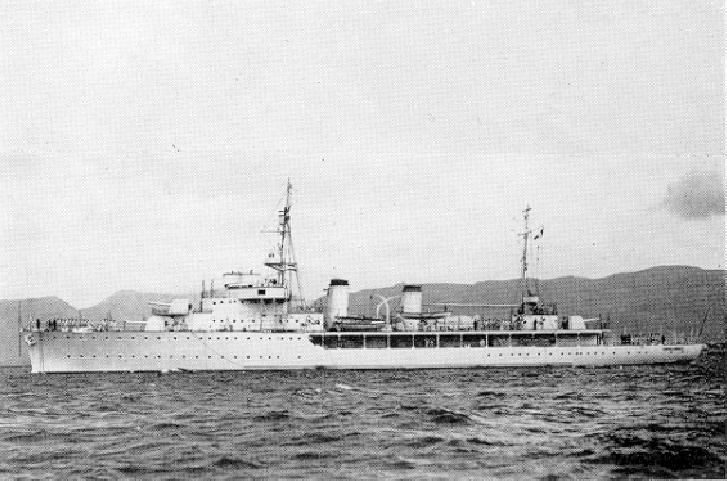
Awizo typu Bougainville

Większość okrętów po upadku Francji pozostała pod kontrolą kolaboracyjnego francuskiego rządu w Vichy. Jako pierwszy utracono „Rigault de Genouilly”, zatopiony przez brytyjski okręt podwodny HMS „Pandora” pod Oranem 4 lipca 1940, w ramach operacji Catapult mającej na celu neutralizację francuskiej floty. 
Jedynie „Savorgnan de Brazza” początkowo trafił do floty Wolnej Francji. Jako największa w tym czasie jednostka Wolnych Francuzów, brał udział w akcji przeciw Dakarowi (operacja Menace) we wrześniu 1940. Siły rządowe posiadały wówczas w Dakarze „D'Entrecasteaux” i „D'Iberville”, lecz nie brały one udziału w akcji. Następnie, „Savorgnan de Brazza” wziął udział w kampanii o Gabon, podczas której 9 listopada 1940 zatopił w pojedynku koło Libreville awizo „Bougainville” sił rządu Vichy. 
„Amiral Charner” i „Dumont d'Urville”, stacjonując w Indochinach, wzięły udział w wojnie tajlandzko-francuskiej w 1941 i bitwie pod Ko Chang 17 stycznia 1941. „Amiral Charner” został później 10 marca 1945 samozatopiony w Indochinach przed zdobyciem przez Japończyków. 
„D'Entrecasteaux” ostrzeliwał wojska brytyjskie dokonujące inwazji na Madagaskar, po czym został ciężko uszkodzony 5 maja 1942 bombami przez brytyjskie lotnictwo pokładowe i 6 maja artylerią niszczycieli i wyrzucony na brzeg. Z remontu zrezygnowano, nie powrócił do służby i po wojnie został złomowany. 
„Dumont d'Urville”, po powrocie z Indochin stacjonował w zachodniej Afryce i brał udział w akcji ratowania rozbitków z brytyjskiego statku RMS „Laconia” 13 września 1942, storpedowanego przez U-Boota U-156. Został następnie przejęty przez siły Wolnej Francji i po remoncie w USA był używany do celów eskortowych.
„La Grandière” brał udział w bitwie pod Casablanką z amerykańską flotą i lotnictwem 7-9 listopada 1942, podczas operacji Torch. Po przejściu pod kontrolę Wolnej Francji, 29-31 grudnia 1942 okręt odpierał ataki lotnictwa niemieckiego na Casablankę, a w 1943 pełniąc zadania eskortowe, walczył z niemieckimi okrętami podwodnymi. Od marca do maja 1944 okręt był remontowany i modernizowany w USA, po czym służył na Pacyfiku do końca wojny, biorąc udział w patrolach przeciw japońskim okrętom podwodnym, głównie w rejonie Wysp Salomona.
„D'Iberville” został samozatopiony w Tulonie 27 listopada 1942 dla uniknięcia zdobycia przez Niemców, następnie złomowany.

### Okres powojenny
„Savorgnan de Brazza”, „La Grandière” i „Dumont d'Urville” służyły we flocie francuskiej po wojnie, klasyfikowane jako awiza I klasy, od lat 50. eskortowce II klasy. W latach 50. otrzymały numery taktyczne: „La Grandière” - F731 (wcześniej A61 i A01), „Dumont d'Urville” - F732, „Savorgnan de Brazza” - F733. Służyły m.in. na wodach Indochin. „La Grandière” brał udział w działaniach wojny indochińskiej patrolując w tamtym rejonie w latach 1947-1950, następnie w wojnie koreańskiej, w tym w desancie pod Inchon w 1950. Podczas swojej kariery przebył aż 489 915 mil morskich. Pod koniec lat 50. okręty te wycofano i oddano na złom.

Plan typu Bougainville

## Dane techniczne
- wyporność:
  - standardowa: 1969 t
  - normalna: 2156 t[8]
  - pełna: 2600 t
- wymiary:
  - długość na linii wodnej: 98 m
  - długość maks.: 103,7 m
  - szerokość: 12,7 m[1]
  - zanurzenie: 4,5 m
- napęd: 2 silniki Diesla Sulzer(inne języki) lub Burmeister & Wain[9] o mocy łącznej 3200 KM, 2 śruby
- prędkość maksymalna: 15,5 węzła
- zasięg: 13 000 mil morskich przy prędkości 8,5 w; 7600 Mm/14 w[2], 9000 Mm /10 w[9]
- zapas paliwa: 297 t oleju napędowego
- załoga: 135 (podczas pokoju)-183

Uzbrojenie i wyposażenie
- 3 działa kalibru 138,6 mm na pojedynczych podstawach[10], osłoniętych maskami (3xI)
  - długość lufy: L/40 (40 kalibrów), masa pocisku: 40,4 kg, donośność 16 600 m
- 4 półautomatyczne działka przeciwlotnicze 37 mm Modele 1925 (4xI)
- 6 wkm plot 13,2 mm Hotchkiss (3xII)[3]
- 50 min morskich (możliwość)
- trał parawan
- 1 wodnosamolot Gourdou-Leseurre 832[9]